# Gongylopus
Gongylopus is een geslacht van Phasmatodea uit de familie Phasmatidae. De wetenschappelijke naam van dit geslacht is voor het eerst geldig gepubliceerd in 1907 door Karl Brunner-von Wattenwyl.

## Soorten
Het geslacht Gongylopus is monotypisch en omvat slechts de volgende soort:
- Gongylopus adiposus Brunner von Wattenwyl, 1907